# Fonda Fàbregas
La Fonda Fàbregas és una obra d'Amer (Selva) inclosa a l'Inventari del Patrimoni Arquitectònic de Catalunya.

## Descripció
Edifici cantoner de quatre plantes i coberta de doble vessant a façana que dona al carrer Àngel Guimerà, al carrer Sant Miquel i a la Plaça Sant Miquel. Per tant, hi ha tres façanes i està format per un gran bloc de planta rectangular i un pati posterior, zona on, degut al desnivell del carrer, hi ha cinc plantes. La façana principal té tres crugies a excepció de la planta baixa, que en té dos. Existeixen línies motllurades de separació de plantes a la façana principal. La casa està arrebossada i, a les parts occidental i sud, pintades de blanc.
La façana principal és la que dona a la Plaça. Aquesta consta d'una porta i d'una finestra rectangulars i emmarcades de grans blocs de pedra calcària. També hi ha un sòcol pintat i arrebossat, en mal estat com bona part de la resta de les façanes.
El primer pis conté dos balcons i una finestra balconera no emergent. Els marcs, de ciment, estan ressaltats imitant blocs de pedra. Les baranes són de ferro colat amb decoracions al centre i als extrems dels barrots. Les bases dels balcons, decorades amb motllures repicades, són monolítiques.
El segon pis presenta tres finestres balconeres amb baranes de ferro de forja ondulades i amb barrots d'espiral verticals i horitzontals. Les bases de les finestres balconeres s'enganxen amb les sobrellindes motllurades dels balcons i finestra balconera del primer pis. Entre les finestres balconeres hi ha un fris d'esgrafiat amb dos mòduls o línies de decoració geomètrica.
El tercer pis està precedit d'una filera de 18 mènsules que suporten una cornisa motllurada de varis nivells, sobre la qual hi ha un badiu o galeria coberta amb tres trams de balustrada amb barrots de terrissa de motlle. Sobre cada tram de balustrada, a la part alta de les obertures, hi ha tres franges de frisos de fusta decorada amb un motiu vegetal trilobulat que es repeteix. El ràfec està format per una estructura reticular de fusta, amb 20 caps de biga i rajoles, cosa que fa emergir la teulada més de mig metre.
La façana occidental, amb l'arrebossat amb tant mal estat que es veu la maçoneria i els maons del seu esquelet intern, consta a la planta baixa de dues finestres enreixades de ferro, al primer pis una finestra balconera, al segon pis dues finestres petites, una d'elles també enreixada i decorada i una finestra balconera i part de la galeria superior, amb llinda de fusta, al tercer pis. A la part alta de la teulada hi ha un panell rectangular construït de rajola i ciment, coronat amb una filera de teules, que porta el nom de l'antiga fonda: FONDA FÀBREGAS.
A la façana posterior hi ha dos pisos amb balcons correguts fets de rajola i ciment, diverses finestres d'obra i coberts a nivell de la planta baixa, a tocar el pati, amb teules planeres i anguloses. Aquest teulat presenta un ràfec format per set nivells de rajola plana, en forma de dent de diamant i de teula plana. El pati posterior és tancat per una paret de dos metres d'alçada i clos amb una barana de ferro de forja.

## Història
Casa originaria de finals del segle xix actualment amb estat de conservació regular.
Durant els anys 90 del segle xx, hi hagué varis intents de transformar-lo en var, l'ultim dels quals anomenat "la copa tranquil"la".
Al costat existeix una casa amb estructura i decoració similars (vegeu fitxa de Cal Bisbe, Amer).